# كوري سوير
كوري سوير (بالإنجليزية: Corey Sawyer)‏ هو لاعب كرة قدم أمريكية أمريكي، ولد في 4 أكتوبر 1971 في كي ويست في الولايات المتحدة.

## وصلات خارجية
- كوري سوير على موقع مرجع كرة القدم المحترفة.كوم (الإنجليزية)